# Robertas Javtokas
Robertas Javtokas (ur. 20 marca 1980 w Szawlach) – litewski koszykarz, grający na pozycji środkowego, obecnie dyrektor sportowy w klubie Žalgiris Kowno.

## Osiągnięcia
Na podstawie, o ile nie zaznaczono inaczej.

### Drużynowe
- Mistrz:
  - Euroligi (2007)
  - Eurocupu (2005)
  - ligi NEBL (2002)
  - Ligi Bałtyckiej (2006, 2012)
  - Litwy (2000, 2002, 2006, 2012–2016)
  - Grecji (2007)
- Wicemistrz:
  - Litwy (2001, 2003, 2004, 2005)
  - Rosji (2010)
  - ligi NEBL (2000, 2003)
  - Ligi Bałtyckiej (2005)
- Brąz ligi NEBL (2001)
- Debiutant Roku ligi litewskiej (2001)
- Zdobywca pucharu:
  - Grecji (2007)
  - Litwy (2012, 2015, 2017)
- Finalista:
  - pucharu:
    - Litwy (1998, 2016)
    - Rosji (2009)

  - Superpucharu Hiszpanii (2010)

### Indywidualne
- MVP:
  - finałów Eurocupu (2005)
  - All-Star Game ligi litewskiej (2002)
  - tygodnia Euroligi (TOP 16 - tydzień I - 2010)
- 6-krotny uczestnik meczu gwiazd ligi LKL (2001, 2002, 2004–2006, 2012)
- 2-krotny zwycięzca konkursu wsadów LKL (2000, 2001)
- Wybrany do składu – TOP 10 Zawodników Wszech Czasów Eurocupu (2012)
- Lider:
  - LKL w blokach (2004, 2006)
  - Ligi Bałtyckiej w blokach (2006)

### Reprezentacja
- Wicemistrz Europy (2013)
- Brązowy medalista:
  - mistrzostw świata (2010)
  - mistrzostw Europy (2007)
- Uczestnik:
  - mistrzostw Europy (2001 – 9. miejsce, 2005 – 5. miejsce, 2007, 2009 – 11. miejsce, 2011 – 5. miejsce, 2013, 2015)
  - mistrzostw świata (2006 – 7. miejsce, 2010)
  - igrzysk olimpijskich (2004 – 4. miejsce, 2008 – 4. miejsce)
  - mistrzostw Europy U–20 (2000)
- Lider Eurobasketu w skuteczności rzutów z gry (2005 – 60,4%)[5]

## Odznaczenia
- Krzyż Komandorski Orderu Wielkiego Księcia Giedymina – 2010[6]
- Krzyż Komandorski Orderu „Za Zasługi dla Litwy” – 2007[6]
- Krzyż Kawalerski Orderu „Za Zasługi dla Litwy” – 2005[6]